# 杨铭鼎
杨铭鼎（1902年—1997年），祖籍浙江上虞，生于青岛，环境卫生学家，卫生工程学家，曾任上海医学院（后改称上海医科大学，现复旦大学上海医学院）环境卫生学教授。

## 生平
1902年11月25日出生于青岛，其父杨浩然为浙江上虞籍商人。杨铭鼎早年曾先后就读于青岛明德中学与上海民主中学，后考入南京河海工科大学。1927年河海工科大学与其他学校合并为国立中央大学后，杨铭鼎就读于工学院土木工程系。1929年毕业后曾在行政院卫生署、南京汤山卫生院、江宁县卫生院任卫生工程师，负责建造城市医院和农村卫生院。在此期间曾以南京中央医院筹备处工程师的身份参与中央医院的设计建造。1931年江淮大水期间，杨铭鼎任武汉全国救济水灾委员会卫生防疫组卫生工程师，领导扑灭灾区霍乱疫情。因工作成绩优秀，由卫生署举荐获得洛克菲勒基金会奖学金，于1932年赴哈佛大学进修，1933年获卫生工程学硕士学位。此后曾在英国、法国、埃及、印度等国考察、实习。
1934年回国后任军医署驻赣办事处卫生工程组主任，负责改善士兵生活环境。同年秋回到卫生署任技士，兼卫生署公共卫生人员训练所教务主任。1937年抗日战争爆发后携家人经香港、越南至西南地区。抗战期间除在卫生署任职外，曾在内迁至后方的清华大学和湘雅医学院以及贵阳医学院、云南大学兼任教授。1938年秋在贵阳领导扑灭霍乱疫情，并因霍乱爆发的原因在于饮用水污染而被任命为贵阳市水道工程处处长，负责设计建造自来水工程。另曾先后任中央卫生实验院卫生工程系主任、贵阳市水利林牧局局长、云南省卫生处顾问、美国陆军驻中国战区供应处工程部卫生工程顾问。
抗战结束后于1946年任中央卫生实验院卫生工程系研究员，次年任上海市卫生局环境卫生处处长。1948年起任上海医学院和上海圣约翰大学医学院教授。1949年后曾应华东军政委员会卫生部部长崔义田的邀请进行厂矿卫生调查研究工作，于1953年至1956年间任华东劳动卫生调查研究所卫生工程组主任，曾长期调查江浙沪地区工厂、矿场，致力于工人工作、生活环境的改善，并参与相关国际交流。1951至1953年曾兼任第二军医大学和同济大学工学院教授。1970年代后多次参与环境保护与卫生相关的国际交流及合作活动，1974年起任世界卫生组织专家顾问咨询团环境卫生学顾问。1977年至1988年任第七、第八届上海市人大代表。1987年获卫生部重大科技成果三等奖。1997年逝世。